# Tiabendazol
Tiabendazolul (denumirea comercială Mintezol), un derivat de benzimidazol, este un antihelmintic cu acțiune împotriva majorității viermilor nematozi; a fost demonstrat, de asemenea,  o activitate împotriva unor stadii larvare și a ouălor. Tiabendazolul este activ împotriva următorilor paraziți: Dracunculus medinensis (dracunculoză), Toxocara (toxocaroză sau larva migrans viscerală), nematozilor care provoacă larva migrans cutanată, Strongyloides stercoralis (strongiloidoză), Trichinella spiralis (trichineloză), Necator americanus (necatoriază), Ancylostoma duodenalis (anchilostomiază), Trichuris trichiura (tricocefaloză), Ascaris lumbricoides (ascaridioză), Enterobius vermicularis (oxiurază)
Modul de acțiune nu este cert, dar tiabendazolul poate inhiba sistemul fumarat-reductază al viermilor și drept urmare interferează cu sursa lor de energie.
Tiabendazolul este utilizat în tratamentul larvei migrans cutanată, dracunculozei și toxocarozei (larva migrans viscerală).
Acesta poate fi de asemenea utilizat în tratamentul strongiloidozei, și poate oferi ameliorarea simptomatică și a febrei în timpul fazei de invazie larvară din trichineloză.
Tiabendazole este de asemenea activ împotriva unor nematozi intestinali (Necator americanus, Ancylostoma duodenalis, Trichuris trichiura, Ascaris lumbricoides, Enterobius vermicularis), dar nu trebuie să fie utilizat ca terapie primară; tratamentul infecțiilor mixte, inclusiv ascaridiozei nu este recomandat, deoarece tiabendazolul poate provoca migrarea viermilor către alte organe ale corpului cauzând complicații grave.
Tiabendazole a fost utilizat cu succes pentru a trata singamoza humană.
Tiabendazolul are, de asemenea, o acțiune antifungică. El este folosit ca un conservant fungicid pentru anumite alimente.
Nu este autorizată în România de către Agenția Naționala a Medicamentului și a Dispozitivelor Medicale (ANMDM)

## Cod ATC
Cod ATC: P02CA02, D01AC06